# (5289) Niemelä
(5289) Niemelä ist ein Asteroid des äußeren Hauptgürtels, der am 28. Mai 1990 von einem Team des Felix-Aguilar-Observatoriums an der Astronomischen Einrichtung Leoncito (Sternwarten-Code 808) entdeckt wurde. Benannt wurde der Asteroid nach der finnisch-argentinischen Astronomin Virpi Niemelä (1936–2006).
(5289) Niemelä bewegt sich in einem Abstand von 2,7570 (Perihel) bis 3,2719 (Aphel) astronomischen Einheiten (AE) in 5 Jahren und 85 Tagen um die Sonne. Die Bahn ist 10,399° gegen die Ekliptik geneigt, die Bahnexzentrizität beträgt 0,0854.
Der Asteroid gehört zur Eos-Familie. Diese Gruppe von Asteroiden hat typischerweise große Halbachsen von 2,95 bis 3,1 AE, Bahnneigungen zwischen 8° und 12° und ist nach innen begrenzt von der Kirkwoodlücke der 7:3-Resonanz mit Jupiter. Es wird vermutet, dass die Familie vor etwa 1,1 Milliarden Jahren durch eine Kollision entstanden ist.